# Plecoptera nebulilinea
Plecoptera nebulilinea är en fjärilsart som beskrevs av Walker 1864. Plecoptera nebulilinea ingår i släktet Plecoptera och familjen nattflyn. Inga underarter finns listade i Catalogue of Life.